# Paul Delarue
Pour les articles homonymes, voir Delarue.
Paul Delarue, né le 20 mai 1889 à Saint-Didier (Nièvre) et mort le 25 juillet 1956 à Autun (Saône-et-Loire) est un folkloriste français.

## Biographie
Spécialiste mondialement reconnu du conte populaire, il est notamment l'auteur et l'initiateur de l'ouvrage  Le conte populaire français, catalogue raisonné des versions de France et des pays de langue française d'outre-mer, structuré sur le modèle de la classification Aarne-Thompson. Le premier tome est paru en 1957, quelques mois après sa mort. L'entreprise, prévue sur plusieurs tomes, a été continuée par Marie-Louise Tenèze.
Après s'être intéressé à la flore, il s'est livré à un patient travail sur les manuscrits du folkloriste nivernais Achille Millien qu'il a longuement étudiés et retranscrits, tout en menant, entre 1933 et 1936, ses propres enquêtes auprès des habitants de la  Nièvre où il exerçait le métier d'instituteur (à Saint-Léger-des-Vignes, puis à Montsauche et à Vauzelles) avant de s'installer dans la région parisienne.
Paul Delarue a dirigé la commission folklore de la Ligue de l’Enseignement (1946-1953) ; il a été vice-président de la Société d’Ethnographie Française et membre du Comité directeur de la Fédération Folklorique d’Île-de-France.
Son fils Georges Delarue (1926-2024) a poursuivi son œuvre en éditant les Chansons populaires du Nivernais et du Morvan (7 volumes).

## Œuvres
- La « Promesse » de Jean-Pierre et de la Yeyette, 1936
- Écoliers, chantez nos chansons folkloriques, 1938
- L'Amour des trois oranges et autres contes folkloriques des Provinces de France, 1947
- La Bête de la forêt, 1947
- Vieux métiers du Nivernais. Les fendeurs, 1949
- Le Conte populaire français : Catalogue raisonné des versions de France et des pays de langue française d'outre-mer : Canada, Louisiane, îlots français des États-Unis, Antilles Françaises, Haiti, Île Maurice, La Réunion, en collaboration avec Marie-Louise Ténèze, Maisonneuve et Larose, 1957
- Le Conte populaire français, en collaboration avec Marie-Louise Ténèze, Maisonneuve et Larose, 1993 (nouv. éd.)  (ISBN 978-2706806230)